# Корсунская рада
Корсунская рада (укр. Корсунська рада) — съезд казацкой старшины в городе Корсуне, состоявшийся 21 октября 1657 года. Войсковой писарь Иван Выговский, избранный на Чигиринской раде исполняющим обязанности гетмана «до совершеннолетия» Юрия Хмельницкого, по заранее подготовленному сценарию  сложил с себя гетманские обязанности и притворился, что покидает город. После этого казацкая старшина обратилась к нему с официальной просьбой продолжить пребывание в должности, на что Выговский сразу согласился. Выговский был избран гетманом от собственного лица, в то время как правами Юрия, которому завещал власть Богдан, полностью пренебрегли.
Избрание Выговского прошло без участия Запорожской Сечи и простых казаков, которые испытывали резкое неприятие к его пропольской ориентации. Из-за этого легитимность избрания Выговского на протяжении последующих лет многими считалась сомнительной, что привело на Левобережной Украине к обширному восстанию и, в целом, к эпохе гражданской войны, известной под названием «Руина» и затянувшейся до конца XVII века.
Как и на Чигиринской раде, на Корсунской раде при Выговском постоянно находился уполномоченный польской короны Станислав Бенёвский.
Радой был ратифицирован Корсуньский договор — документ об украинско-шведском военно-политическом союзе, по условиям которой шведский король Карл X Густав обязывался добиваться признания Речью Посполитой независимости Украины. Кроме того, западноукраинские земли, Берестейское и Полоцкое воеводства, которые находились под властью Речи Посполитой, должны были войти в состав Украины-Гетманщины.
На Корсунской раде былопринято решение о возобновлении союзных отношений с Крымским ханством и Османской империей и заключении перемирия с Речью Посполитой. Был окончательно решён вопрос о переориентации внешнеполитического курса Украины путём прекращения союзнических отношений с Московским царством и заключения военно-политических соглашений с другими государствами. Но сложная внутриполитическая и внешняя ситуация не дала возможности реализовать условия Корсунской рады и обусловила подписание гетманом Иваном Выговским Гадячского договора (1658 год).

## Память
Национальный банк Украины 29 сентября 2008 года ввёл в обращение памятную монету «На путях к независимости. Украинско-шведские военно-политические союзы XVII–XVIII вв.» (укр. На шляхах до незалежності. Українсько-шведські воєнно-політичні союзи XVII–XVIII ст.) номиналом 10 гривен, выпущенную в память 350-летия заключения украинско-шведских союзов, в частности — в память Корсунской рады 1657 года.